# جيلهيرمي ميلو
جيلهيرمي ميلو (25 يونيو 1952 - 21 أبريل 2021) سياسي ورجل أعمال ومحامي برازيلي. شغل منصب حاكم بياوي، نائب حاكم بياوي، وكان عضوًا في الجمعية التشريعية في بياوي.

## السيرة الشخصية
كان جيلهيرمي ابن جواو مينديز أوليمبيو دي ميلو ولوزيا كافالكانتي ميلو. حصل على شهادة في إدارة الأعمال من مركز جامعة برازيليا وبدأ العمل في بنك البرازيل المركزي. أصبح مستشارًا لـ الشركة البرازيلية للمساعدة الفنية والإرشاد الريفي ومجلس النواب. ثم حصل على إجازة في القانون من جامعة بياوي الفيدرالية عام 1984.
كان ميلو عضوًا في الحركة الديمقراطية البرازيلية، قبل أن ينضم إلى الحزب الاجتماعي الديمقراطي ويخدم في حكومة هوغو نابولاو دو ريغو نيتو، لكنه تنحى وانتُخب في الجمعية التشريعية في بياوي في عام 1986. في عام 1990 تم اختياره لمنصب نائب حاكم بياوي جنبًا إلى جنب مع أنطونيو دي ألميندرا فريتاس نيتو، الذي أصبح حاكمًا. أصبح ميلو حاكمًا في عام 1994 عندما استقال نيتو للحصول على مقعد في مجلس الشيوخ البرازيلي. ترك الحاكم في العام التالي بعد أن رفض الترشح لإعادة انتخابه. في عام 2006 ترشح لمقعد في الجمعية التشريعية لبياوي كعضو في حزب العمل الديمقراطي، لكنه لم ينجح.
توفي جيلهيرمي ميلو بسبب سرطان الدماغ في تيريسينا في 21 أبريل 2021 عن عمر يناهز 68 عامًا.